# Seishun buta yarō wa yumemiru shōjo no yume o minai
Seishun buta yarō wa yumemiru shōjo no yume o minai (青春ブタ野郎はゆめみる少女の夢を見ない? lett. "Il giovane maiale non sogna una ragazza che sogna") è un film d'animazione del 2019 diretto da Sōichi Masui.
Il soggetto è basato sulla light novel Seishun buta yarō, e rappresenta il sequel dell'anime Seishun buta yarō wa bunny girl senpai no yume o minai.

## Trama
Sakuta Azusagawa è al secondo anno di liceo di Fujisawa, e si gode le giornate con la sua ragazza, Mai Sakurajima. Tuttavia, le loro vite pacifiche sono interrotte dall'apparizione della prima fiamma di Sakuta, Shoko Makinohara. Si scopre che, in realtà, Sakuta incontra quindi due Shoko - l'una, ragazzina delle scuole medie, e l'altra, ragazza universitaria, che nei suoi ricordi era intervenuta spesso per aiutarlo. Sakuta scopre che la Shoko delle medie soffre di una malattia cardiaca, che richiede urgentemente un trapianto di cuore per salvarle la vita. Sakuta e Mai si preoccupano per la grave malattia della Shoko delle medie, e mentre pensano a come poterla aiutare, il ragazzo alla fine capisce il legame tra le sue ferite e la Shoko adulta: quest'ultima viene dal futuro dopo un'operazione di trapianto di cuore. Il donatore di cuore di Shoko sarebbe, in effetti, lo stesso Sakuta, del quale Shoko rivela che verrà dichiarato cerebralmente morto, a seguito di un fatale incidente avvenuto il giorno della vigilia di Natale. Si scopre che la ragione per cui Shoko è tornata è quella di salvare il suo caro Sakuta, ma cambiare il passato ha un prezzo: essendo Mai venuta a conoscenza di questo, la storia cambia, e la ragazza decide di intervenire e salvare il suo amato Sakuta. Di conseguenza, cambia la sorte: Sakuta continua a vivere, Mai invece, sacrificatasi per lui, muore, e diventa donatrice per il trapianto di cuore di Shoko.
Sakuta è sotto shock e distrutto dopo la morte di Mai. Incapace di sopportare di vederlo così, la Shoko adulta lo aiuta un'ultima volta, raccontandogli un segreto: con il suo aiuto, Sakuta può tornare al passato per riscrivere la storia; la conseguenza sarebbe però che la Shoko adulta scomparirebbe per sempre. Sakuta si decide e torna nel passato per salvare la sua amata, della quale scopre che aveva pianificato già dall'inizio di sacrificare se stessa. Sakuta, malgrado la riluttanza di Mai a non sacrificarsi, la rassicura, dicendole che lui non si sacrificherà e che la raggiungerà di fronte casa. Salvare sia Mai che se stesso, tuttavia, implicherebbe che Shoko venga sacrificata, ma Sakuta e Mai rifiutano di accettare un simile risultato, e insieme cercano di trovare un modo per aiutare la piccola Shoko, ormai vicina alla morte, consci del prezzo da pagare. Salvarla, infatti, tramite una nuova linea temporale, significherebbe rischiare la perdita di tutto ciò che è accaduto fino a quel momento. Tuttavia, Mai e Sakuta promettono di ritrovarsi, innamorarsi di nuovo ed essere felici insieme. Il tempo torna al passato, quando Shoko era ancora in quarta elementare, e stavolta scrive coraggiosamente le sue speranze e i suoi piani per il futuro, ma questo significherebbe rinunciare al ricordo di aver conosciuto sia Sakuta che Mai, che probabilmente non l'avrebbero mai incontrata. Alla fine, il tempo ritorna al presente. Arriva il nuovo anno, Sakuta e Mai visitano il santuario e poi arrivano alla spiaggia, dove per la prima volta incontrano Shoko, che ora è una ragazzina in buona salute. Grazie ai ricordi che attraversano diverse linee temporali, alla fine si riconoscono.

## Produzione e distribuzione
Il progetto riguardante il film è stato annunciato il 9 febbraio 2019 sul sito web ufficiale della serie animata. La pellicola è un sequel della serie televisiva anime Seishun buta yarō, che è andata in onda originariamente in Giappone tra il 4 ottobre e il 27 dicembre 2018 e adatta il sesto e il settimo volume della light novel omonima. Il film sequel presenta diversi membri dello staff che avevano già lavorato precedentemente alla serie televisiva, tra cui il regista Sōichi Masui, lo sceneggiatore Masahiro Yokotani, il character designer Satomi Tamura e il compositore musicale Fox Capture Plan. Lo studio d'animazione CloverWorks, che aveva prodotto la serie televisiva del 2018, è ritornato come studio di produzione e tutti i doppiatori hanno ripreso i loro ruoli dall'anime.
Il film è uscito nelle sale in Giappone il 15 giugno 2019, distribuito da Aniplex. Il film ha guadagnato un totale cumulativo di 377 590 790 yen da 257 191 biglietti venduti in 24 giorni. Il film è stato pubblicizzato tramite il merchandising basato sui personaggi della serie, comprese le figure di Mai Sakurajima e Shoko Makinohara, che sono state distribuite da Aniplex nel 2020.
Negli Stati Uniti, Aniplex of America ha presentato in anteprima il film all'Anime Expo il 7 luglio 2019. Aniplex of America, in collaborazione con Funimation Films, ha distribuito il film in sale selezionate negli Stati Uniti il 2 e 3 ottobre 2019 e in Canada il 4 e 5 ottobre 2019. In Australia e Nuova Zelanda, Madman Entertainment ha presentato in anteprima il lungometraggio al Madman Anime Festival di Melbourne il 14 settembre 2019, con una programmazione limitata dal 10 ottobre 2019.

## Accoglienza
Kim Morrissy di Anime News Network ha elogiato il film, descrivendolo come "un vero strappalacrime" e che era un "perfetto incapsulamento di ciò che rende la relazione Sakuta e Mai così accattivante", dandogli un punteggio complessivo di A-.